# Cry of Fear
『Cry of Fear』（クライ・オブ・フィアー）はTeam Psykskallarが制作したファーストパーソン・サイコロジカルサバイバルホラーゲーム。元々は『ハーフライフ』のModであったが、現在ではSteamでスタンドアロンの作品としてダウンロード可能。

## 開発
『Cry of Fear』は2008年に開発が始まった。このModは2012年に公開されるまでに制作時間不足により数回延期されている。4年に渡る開発期間中に多くのアイディアが破棄された一方で、ほかは改善されていった。例えば、携帯電話のフラッシュライトは当初はプレイヤー周辺のエリアを照らすように作られたが、のちにプレイヤーの前方のエリアを照らすように変更された。インベントリシステムも12スロットから6スロットに削減された。初めは標準のハーフライフレンダラーを使用していたが、のちに別のハーフライフの人気Mod「Paranoia」のものに置き換えられた。レンダラーの変更で開発者は従来のレンダラーが抱えていた一部の制約を回避でき、さらにテクスチャバンプマッピング、鏡面反射および3Dスカイボックスなどの新たなエンジンエフェクトを追加できるようになった。

## ゲームプレイ
プレイヤーは車と衝突した直後に未知の路地で目覚めた19歳の少年サイモン・ヘンリクソン (Simon Henriksson) を操作する。プレイヤーはゲームを進めるために謎解きやモンスターとの戦闘などを行って都市を通り抜けなければならない。本作は都市と周辺地域を表す通常のレベルと『サイレントヒルシリーズ』で見られるものに似た「ナイトメア」レベルで切り替わっていく。
本作は数多くの独特のシステムがある。制限の多いインベントリシステムはその一つで、プレイヤーは一度に6個までしかアイテムを持ち運べず、またインベントリ画面が開いている間もゲームは中断されない。他にも、複数のインベントリのアイテムを別々の手に持てるというものがあり、同時に二つの武器または一つの武器と光源を用いることができる。アイテムの組み合わせもインベントリ画面から行える。 ヘルスはモルヒネ注射器を使用することで回復するが、短期間で過度に使用するとプレイヤーの視界が霞むようになる。ランニングやジャンプなどの激しいアクションで消費されるスタミナは休息またはモルヒネ注射器の使用で回復する。
本作のリリース1周年記念日の数日前にValveはハーフライフがLinuxに対応するアップデートをリリースしフォルダとエンジンの変更を行った。このアップデートでCry of Fearを含む一部のハーフライフModと基盤となるゲームとの互換性が無くなった。Team PsykskallarはModとして行えることは無くなったことでスタンドアロン版を完成させることに決めた。本作はフリーウェアとして公開される予定だったが、開発者が本作を有償販売すると当初考えていたValveとの間で混乱があり2013年4月25日までスタンドアロン版の公開が遅れることになった。

## プロット
『Cry of Fear』のストーリーの長さはプレイヤーの行動により変動する (7～8チャプター)。
ストーリーはスウェーデンの暗く陰鬱な雰囲気の都市で始まり、サイモンは負傷した男を助けようとした折に車に撥ねられ、見知らぬ路地で目を覚ました。それからは大半の時間を探索と狂った異形のヒューマノイドの怪物との戦いに費やすことになる。事故の後、警察の対応から入院中の経過に関して担当医のパーネル（Purnell）が話をするフラッシュバックを度々見ている。道中でサイモンを信用できないとするパーネルや、想いを寄せている友人のソフィー (Sophie) と出会うが、後者はカーカス (Carcass) という怪物の意思で飛び降り自殺を遂げた。プレイヤーはカーカスと戦い殺すか逃げるか、また医師に銃を渡すかどうかの選択肢を与えられ、これらがエンディングの分岐点となる。
銃を与えたか否かに関わらず、パーネルとの戦闘は不可避である。勝利した場合、サイモンは車椅子生活を余儀なくされた自分とパーネルとの面談のフラッシュバックを目にし、パーネルはサイモンに投薬だけでは精神的な疾患が回復しないことを告げ、サイモンに認知療法を勧め、自身の感情と不安について本に書き出すよう伝えた。
カーカスを殺し医師に銃を与えていた場合、サイモンは本を書き上げ自殺の準備をするが、そこにサイモンの悪の側面であるブック・サイモン (Book Simon) が現れ、彼の自室のドアを開き、立ち去る。この時、これまでの出来事はサイモンの本療法のメタファーに過ぎないことが判明する。プレイヤーが操作していたサイモンは自身の心のトラウマと戦うサイモンの描写だった。
現実のサイモン (車椅子) はブック・サイモンを追って悪夢の世界に入っていく。ブック・サイモンを倒すと4番目のエンディングが再生される。同エンディングでは、実際にサイモンが射殺したのはブック・サイモンではなく彼の自殺を止めるべく部屋に入ってきた2人の警察官だったことが明らかになるが、裁判で医師がサイモンは精神病を患っていると証言したことで彼は精神病院に移送された。パーネル医師による治療やソフィーの定期的な訪問を受けサイモンの精神は徐々に安定し、本が自身の人生を変えたと述べ本を書き終えた。
カーカスを殺さない、パーネルに銃を与えないのいずれかまたは両方を選択した場合、本を書き終えた後にサイモンは拳銃自殺し、チャプター8に続く。サイモンは悪夢の世界を進み、現実のサイモンを表したシック・サイモン (Sick Simon) と対峙する。シック・サイモンを倒した後、選択肢によって3種類のバッドエンドの内1つが再生される。

## 評価
本作は肯定的な評価を得ており、批評家は本作の全体的な雰囲気と独特の設定を称賛した。レビュー収集サイト「Metacritic」での平均ユーザースコアは8.1となっている。